# Schizoxylon albescens
Schizoxylon albescens är en lavart som beskrevs av Gilenstam, Döring och Mats Wedin. 
Schizoxylon albescens ingår i släktet Schizoxylon, och familjen Stictidaceae. Arten är reproducerande i Sverige.